# Luizinho (ur. 1958)
Luizinho, właśc. Luiz Carlos Ferreira (ur. 22 października 1958 w Nova Lima) – brazylijski piłkarz.
Podczas swojej kariery (1975-1996) grał dla: Villa Nova AC, Atlético Mineiro, Cruzeiro EC i Sporting CP.